# Rubielos de la Cérida
Rubielos de la Cérida (aragónul Rubiuelos) település Spanyolországban, Teruel tartományban. Rubielos de la Cérida Bañón, Cosa, Lidón, Argente, Bueña, Monreal del Campo, Torrijo del Campo és Caminreal községekkel határos. Lakosainak száma 26 fő (2024).

## Népesség
A település népessége az utóbbi években az alábbiak szerint változott:
| Lakosok száma | 60   | 55   | 54   | 46   | 43   | 41   | 38   | 39   | 32   | 26   |
|               | 2001 | 2004 | 2007 | 2009 | 2012 | 2014 | 2017 | 2019 | 2022 | 2024 |